# Zacht vetkruid
Zacht vetkruid (Sedum sexangulare) is een vaste plant die behoort tot de vetplantenfamilie (Crassulaceae). De soort staat op de Nederlandse Rode lijst van planten als een soort die in Nederland  vrij zeldzaam en matig afgenomen is. De soort komt van nature voor in Midden- en Zuid-Europa. Het aantal chromosomen is 2n = 74. De plant lijkt op muurpeper, maar bij muurpeper is de bloem iets groter en het blad smaakt bij zacht vetkruid ook niet naar peper.
De plant wordt  5-10 cm hoog. De lijnvormige, 6-9 mm lange en 1,5 mm brede, lichtgroene bladeren zijn op doorsnede rond en hebben aan de voet aan beide zijden een spoorvormig aanhangsel.
De plant bloeit in juni en juli met lichtgele bloemen. De bloemen hebben vijf, 3-4 mm lange kroon- en vijf kelkbladen. De honingschubben zijn ook geel.
De vrucht is een rechtopstaande kokervrucht. Per bloem worden vijf kokervruchten gevormd.

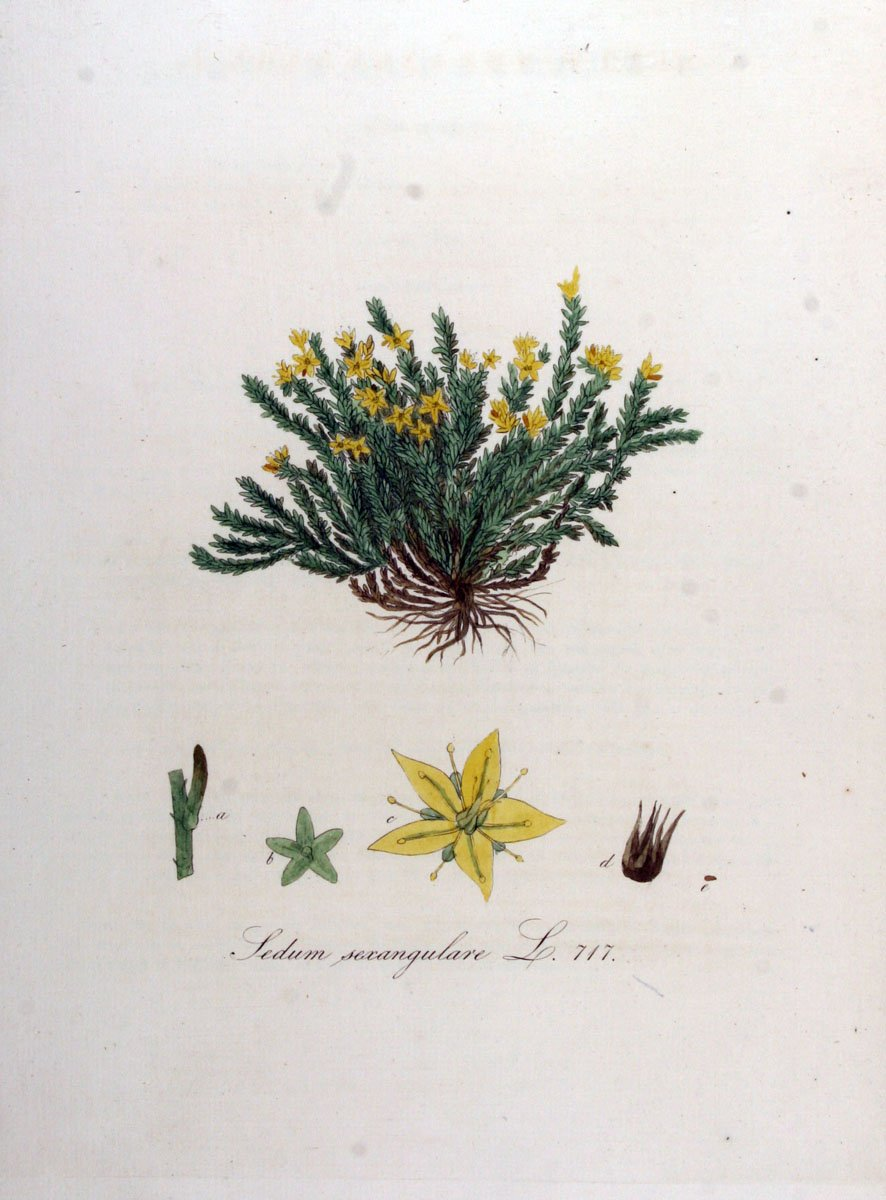
Flora Batava

## Voorkomen
Zacht vetkruid groeit op zonnige, droge en voedselarme, meestal kalkhoudende, uitgesproken stikstofarme, zandige en grindrijke grond en verder op mergel en stenige plaatsen. De plant komt voor in stroomdalgraslanden, op rivierdijken, rivierduinen, oude muren, oeverwallen, hoge grindafzettingen langs rivieren, zandige plekken op krijthellingen en rotsachtige plaatsen.

## Plantengemeenschap
Zacht vetkruid is een kensoort voor de associatie van vetkruid en tijm (Sedo-Thymetum pulegioides), een bloemrijke plantengemeenschap van droge zandgronden langs de grote rivieren.
Het is tevens een indicatorsoort voor het mesofiel hooiland (hu) subtype 'Droge stroomdalgraslanden', een karteringseenheid in de Biologische Waarderingskaart (BWK) van Vlaanderen en het Brussels Hoofdstedelijk Gewest.